# Bahamahärmtrast
Bahamahärmtrast (Mimus gundlachii) är en västindisk fågel i familjen härmtrastar inom ordningen tättingar.

## Utseende och läten
Bahamahärmtrasten är en stor (28 cm) Mimus-härmtrast med lång stjärt. Den är något större än nordhärmtrasten och mer brunaktig än grå i färgsättningen. Vidare är den längsstreckad på rygg och flanker, och i ansiktet syns ett mörkt strupsidesstreck. I flykten syns avsaknad av vitt i vingen, medan stjärten har vit spets, ej vita kanter. Sången liknar nordhärmtrasten, men är mindre varierad. Lätet är ett högljutt "czaak".

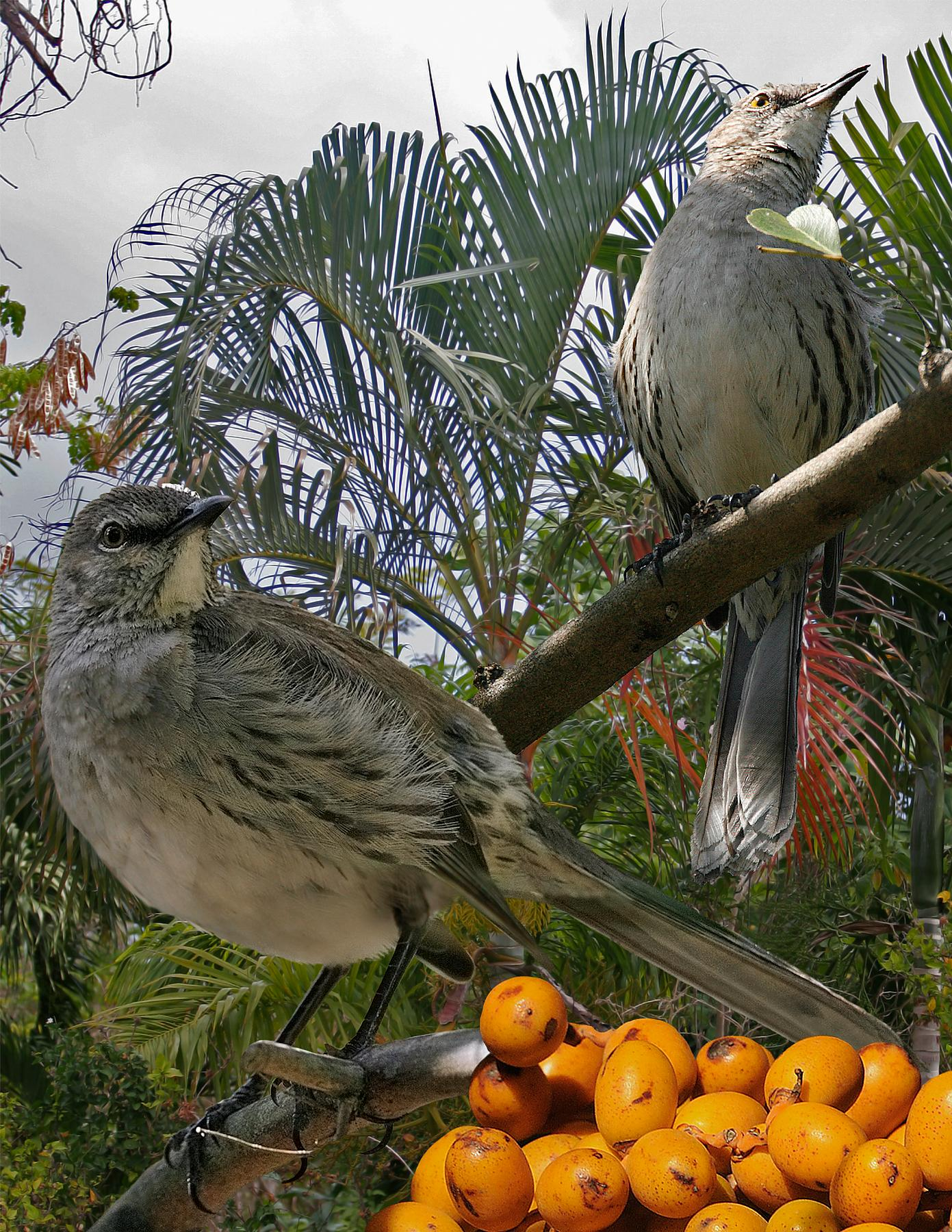
Collage med bahamahärmtrastar.

## Utbredning och systematik
Bahamahärmtrast delas in i två underarter med följande utbredning:
- Mimus gundlachii gundlachii – förekommer i Bahamas, cays norr om Kuba samt Turks- och Caicosöarna
- Mimus gundlachii hillii – förekommer i låglänta områden nära kusten på södra Jamaica

Arten är en sällsynt tillfällig gäst i kustnära sydöstra Florida i USA.

## Levnadssätt
Bahamahärmtrasten hittas i kustnära strandområden, buskmarker, öppet skogslandskap och gräsfält med spridda träd. Fågeln är allätare och tar allt från ryggradslösa djur och fjärilslarver till nektar från agave och små frukter. Den häckar från februari till juli, på Kuba från juli.

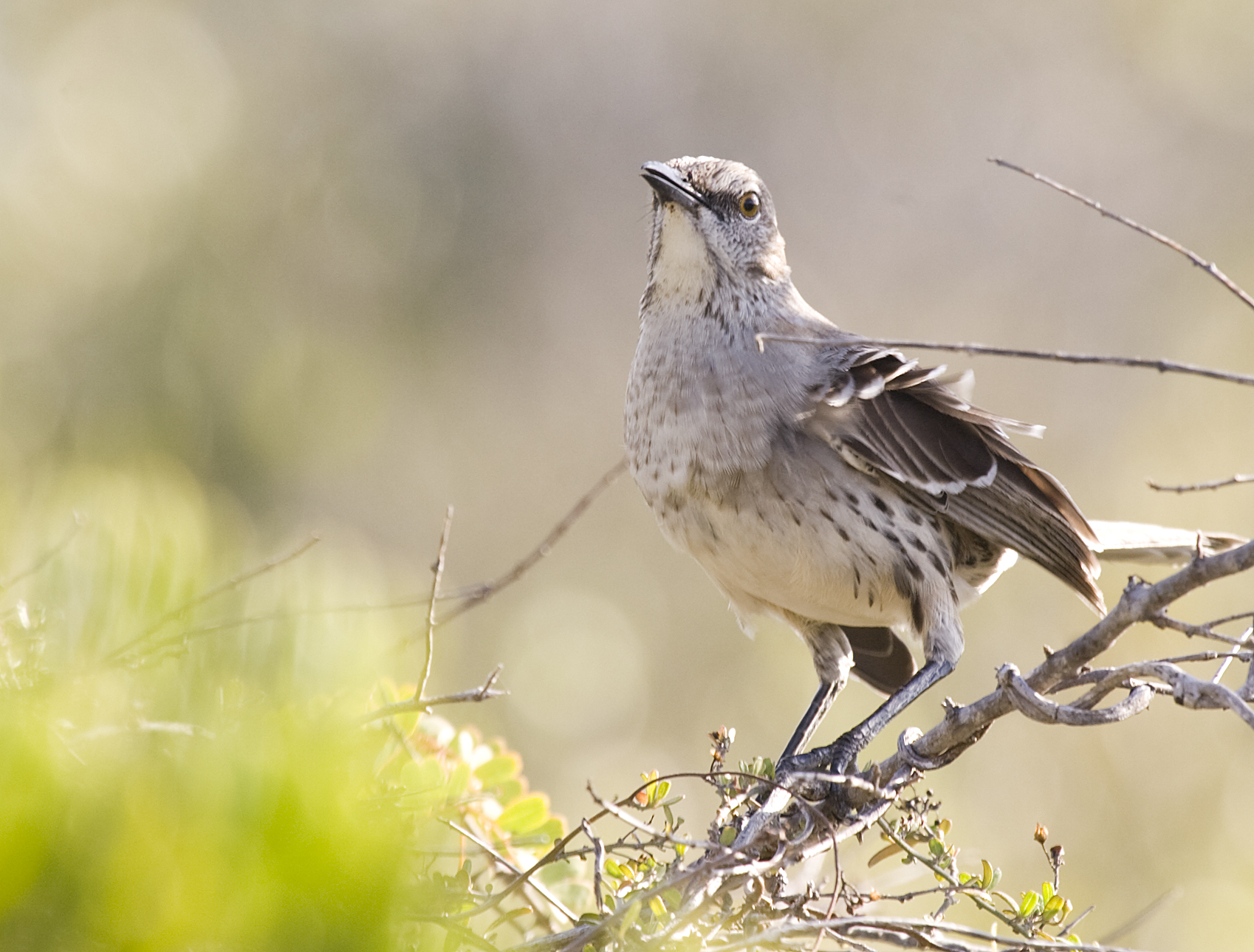
Bahamahärmtrast på Kuba.

## Status och hot
Arten har ett stort utbredningsområde och en stor population, men tros minska i antal till följd av habitatförstörelse och möjligen konkurrens från nordhärmtrasten, dock inte tillräckligt kraftigt för att den ska betraktas som hotad. Internationella naturvårdsunionen IUCN kategoriserar därför arten som livskraftig (LC). Världspopulationen har inte uppskattats men den beskrivs som ganska vanlig.

## Namn
Fågelns vetenskapliga artnamn hedrar Johannes Christoph Gundlach (1810–1896), efter 1876 Juan Cristóbal Gundlach, tysk ornitolog, entomolog samt boende på Kuba 1839-1896.